# Quezada
Quezada est une ville du Guatemala dans le département de Jutiapa.